# 村山富市
村山富市（日语：／ Murayama Tomiichi ?；1924年3月3日—），日本政治人物。出生于大分县大分市，畢業於明治大学。1994年至1996年於日本社会党、自由民主党、先驱新党在三党联立政权中担任内阁总理大臣（首相），也是日本1955年后第三位非自由民主党籍的内阁总理大臣。由于有着很浓密的长眉毛，看起来很慈祥的样子，村山有时也被暱稱“老爹”。村山是日本历史上继细川护熙之后第二位以总理大臣身份向二战亚洲受害国口头道歉的政治人物，而村山富市的這一外交作為被部分日本人批評為「屈辱外交」。在其任內轉換社會黨的舊有立場，認同自衛隊合憲及堅持美日安保條約，1995年阪神大地震發生後，村山富市因為晚了三日才命令自衛隊前往救援而飽受批評，使得支持率急跌。社会党在接下來的選舉接連敗北。
在2019年（令和元年），中曾根康弘逝世后，成為現今日本在世前首相中最年長的，也是出生于大正時代唯一在世的日本首相。2024年3月3日，村山富市成为继东久迩宫稔彦王和中曾根康弘之后第三位超过100岁的日本首相。

## 简历
- 1924年：出生于大分县大分市，父亲是渔夫。
- 1946年：毕业于明治大学政治经济学部。
- 1955年：在大分市议会选举中，以社会党成员的身份参加竞选，结果当选市议员，此後連續当选2次。
- 1963年：在大分县议会选举中，由于支持者的援助而参加竞选，结果当选县议员，此後連續当选2次。
- 1972年12月：在众议院选举中，参加竞选，结果当选为众议院的议员。这也是他初次当选为众议院议员，此後連續当选。
- 1991年4月：由于土井多贺子（女，当時的社会党领袖）委员长辞职，他就在新当选的田边诚委员长的领导下，就任国会对策委员长。
- 1992年：联合国维和部队（PKO）在国会议决，他作为国会对策委员长在第一线顽强指挥抵抗。与自民党的梶山静六及公明党的神崎武法保持良好的关系。
- 1993年1月：在山花贞夫委员长领导下留任国会对策委员长。
  - 8月：细川护熙联立内阁组阁。
  - 10月：村山当选社会党委员长（黨首）。
- 1994年4月：因将细川护熙首相的辞意泄露给了记者团而被追究，在羽田孜联合内阁中以社会党身份转为阁外协助。
  - 5月：因被羽田孜首相的把社会党排除在外的新党构想『改新』所激怒，从联合政权脱离。在党内以久保亘书记长等佐藤观树前副委员长、上原康助副委员长、赤松广隆前书记长等主张留在联合政权之内，而另一方面，山口鹤男、大出俊副委员长、野坂浩贤国会对策委员长等主张脱离联合政权，因而发展到党内抗争。
  - 5月25日：羽田孜首相因内阁总辞职而与自民党、联合执政党在关于社会党的协议进行当中，自民党总裁河野洋平试探了与社会党委员长村山组成联合政权的可能性，包括先驱新党在内的自社先三党共同政权构想取得一致，但前首相海部俊樹反對以社会党委员长任首相，另一前首相中曾根康弘也表示反對，因此联合部分自民党议员指名海部俊樹為首相候選人。
  - 6月29日：举行了首相指名，但未能过众议院半数，翌日在参议院进行了决定投票。村山在指名决定投票中击败前首相海部，被指名为内阁总理大臣，组成自社先联合内阁。

### 担任总理大臣期间

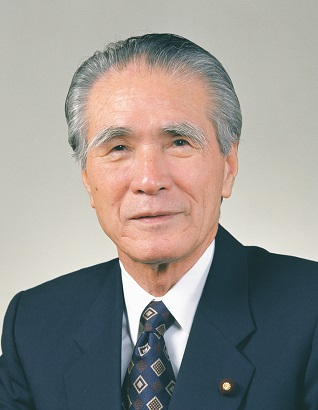
总理大臣期间

- 1994年7月：於臨時国会自衛隊合憲、堅持日美安保條約及断然实行社会党的政策转换。
- 1995年
  - 1月17日：阪神大地震發生，村山富市由於遲了3日才命令自衛隊前去救援而遭受批評，當時整個政府養就慢半拍，連民間NGO、黑社會都搶在政府面前救援。[1]:262-263在遭受为何动作迟缓的质问时，他说：「怎么着也算初次应对这种状况吧。」自此之後，村山内閣的支持率急跌。
  - 3月20日：奥姆真理教發動東京地鐵沙林毒氣事件。由於政府第一時間判斷錯誤，認為是炸彈攻擊，也引發輿論批評。阪神大地震及沙林毒氣攻擊事件重創了村山內閣的支持度。[1]:263
  - 社会党在5月地方選舉及7月參議院選舉都敗北。村山有意辞職，但被挽留，並改組内閣。
  - 5月访华期间，村山富市曾于5月3日前往芦沟桥事变发生地芦沟桥凭吊并参观了芦沟桥抗战纪念馆。
  - 8月15日：村山富市就历史问题发表村山談話。村山真诚地表示：今天，日本成为和平富裕的国家，因此我们会常常忘记这和平之可贵与来之不易。我们应该把战争的残酷告诉给年轻一代，以免重演过去的错误。我们要同近邻各国人民携起手来，进一步巩固亚太地区及至世界的和平。为此，重要的是同这些国家建立起基于深刻理解与相互依赖的关系。日本政府将本着这种想法，开展在近代史上日本同近邻亚洲各国的关系的研究，并扩大同该地区的交流这两个方面的和平友好事业。同时，关于中国现在致力于解决的战后处理问题，进一步加强中国与这些国家之间的信赖关系。
- 1996年1月5日：与各党派达成协议准备辞职，由自民党总裁橋本龍太郎接任内阁总理大臣。

### 卸任後動向
- 1996年
  - 1月11日：橋本龍太郎组阁。
  - 1月17日：宣布社会党改名為社会民主党，並擔任改名後的首任黨首。
  - 9月：先驱新党代表幹事鳩山由紀夫提倡的新党设想遭到社民党30人离党。在眾議院解散之前，時任眾議院議長土井多賀子向黨首請求擔任特別代表。土井转变为阁外合作。
- 1997年：社民党反对冲绳特别措施法。
- 1998年6月：社民党中止与自民党的政权协议，自民党轉而跟公明党建立联合政府。
- 1999年：與野中廣務一起訪問朝鲜民主主义人民共和国（村山訪朝團・團長）。
- 2000年6月：在眾議院解散之後退出政壇。

## 為日本之侵略行為道歉
上任后的日本社会党首相村山富市继细川护熙首相之后，针对日本帝国时代的侵略和殖民历史再次道歉，并在访问东盟期间分别对东盟各国领袖一一致歉。
村山首相在新加坡公开表明，日本不能再逃避，必须正视过去的侵略和殖民统治。村山也是第一位到新加坡第二次世界大战蒙难人民纪念碑前献花的日本内阁总理大臣。村山表示，他能感受到本区域潜伏着的强烈的反日情绪，希望这么做能维护本区域今后的和平与稳定，并且体会到加强政治、经济和文化交流的重要性。
1995年8月15日，村山首相在第二次世界大战结束50周年纪念会上发表村山談話，表示日本必须对给亚洲造成的痛苦自我反省；并针对日本的侵略殖民历史，再度表达他最深切的愧疚和由衷的歉意。

## 其他
村山富市曾經在電影客串，他在1995年公映的《寅次郎的故事：寅次郎紅之花》及2003年公映的《八月的幸福》都有演出過。
1996年夏天，村山富市訪問越南，表示為日本在亞洲侵略一事道歉謝罪。對此，中華民國總統李登輝曾就村山此一道歉謝罪的行為對中嶋嶺雄說：「村山首相的姿態真是可嘆啊。」
前台灣總統李登輝曾評論「1995年發生阪神大地震時，時任的村山首相整整兩天都沒有到現場視察，不但在初期的救援行動中拒絕了各國的援助，還因為顧慮違憲而錯過了出動自衛隊的時機。是不是比起國民的生命，村山首相和當地的首長們都更重視自己的政治信仰呢？」:164-165
2015年4月1日，村山富市接受鳳凰衛視訪問時說，中國大陸與日本應該有效開發釣魚台列嶼、分配開發釣魚台列嶼所得利益，「讓日中都能相互利用這個島，讓它成為『和平之島』，（日中）各方都能充分使用」；他批評安倍晉三「試圖減少對過去歷史的記載，淡化『殖民統治、侵略』的措辭」，安倍晉三解禁集體自衛權、試圖修改和平憲法的傾向是日本「右傾化」的表現；他還說，日本不應過度強調中國威脅，日本堅持和平憲法才會得到其他國家的尊重。
2015年9月19日，參議院通過日本和平安全法制，村山富市怒批這是「歷史性的暴行」。

## 外部連結
- 日本首相官邸 （页面存档备份，存于）（日語）
  - 歷代總理照片及履歷 （页面存档备份，存于）（日語）
  - 歷代內閣資料－村山總理（日語）
  - 村山總理的演說（日語）
  - 村山總理的談話（日語）

| 官衔            | 官衔                                            | 官衔                  |
| --------------- | ----------------------------------------------- | --------------------- |
| 前任： 羽田孜   | 日本內閣總理大臣 第81任：1994年－1996年         | 繼任： 橋本龍太郎     |
| 前任： 江藤隆美 | 日本總務廳長官 1995年（代理）                   | 繼任： 中山正暉       |
| 議會席位        |                                                 |                       |
| 前任： 野坂浩賢 | 日本眾議院物價等相關問題特別委員長 1991年       | 繼任： 岩垂壽喜男     |
| 政党职务        |                                                 |                       |
| 前任： 創立     | 社會民主黨黨首 第1任：1996年                    | 繼任： 土井多賀子     |
| 前任： 山花貞夫 | 日本社會黨委員長 第13任：1993年－1996年         | 繼任： 加入社會民主黨 |
| 前任： 大出俊   | 日本社會黨國會對策委員長 第16任：1991年－1993年 | 繼任： 野坂浩賢       |